# اچ‌ام‌آی‌اس تیر (کی۲۵۶)
اچ‌ام‌آی‌اس تیر (کی۲۵۶) (به انگلیسی: HMIS Tir (K256)) یک کشتی است که طول آن ۲۸۳ فوت (۸۶٫۲۶ متر) می‌باشد. این کشتی در سال ۱۹۴۲ ساخته شد.